# País secreto
País secreto es el nombre de un libro de poemas publicado por el autor ecuatoriano Jorge Carrera Andrade en el año de 1940.

## Resumen
El libro fue publicado en 1940, el mismo año que saldría a la luz Microgramas. Ambos libros fueron editados mientras Carrera Andrade se encontraba en Francia. El título hace referencia a una preocupación que se mantuvo patenten en la mente del autor sobre el relativo desconocimiento que existía a nivel internacional acerca de su país de origen. Para entonces Carrera Andrade ya se presentaba asimismo como una persona que se dedicaba a viajar y leer. En el caso de sus viajes, además de su paso por Europa, para 1940 ya había visitado China y Rusia, mientras llevaba libros y publicaba poemas en todo este tiempo. Para aumentar el reconocimiento de Ecuador a nivel internacional también dedicaría varias publicaciones en prosa, entre ellas "El camino del sol". País secreto sería traducido al ingles por Muna Lee y sería publicado con una introducción por John Peale Bishop en 1946.

## Estructura
El libro consta de los siguientes poemas:
- Islas sin nombre
- Viento nordeste
- Soledad y gaviota
- Segunda vida de mi madre
- Polvo, cadáver del tiempo
- Zona minada
- Nada nos pertenece
- Movimientos de la naturaleza
- Inventario de mis únicos bienes